# 格拉多
格拉多（義大利語：Grado），是意大利戈里齐亚省的一个市镇。总面积114.06平方公里，人口8614人，人口密度75.5人/平方公里（2009年）。ISTAT代码为031009。